# Peter Hoag, Jr.
Peter Kemp Hoag Junior (* 17. März 1954 in Minneapolis, Minnesota) ist ein ehemaliger US-amerikanischer Biathlet.
Hoag schloss die Minneapolis North High School 1972 ab, wo er im Skisport, in der Leichtathletik sowie im Tennis aktiv war. Er studierte anschließend an der University of New Hampshire. 
Im Biathlon wurde Hoag 1977 nationaler Meister im Sprintwettkampf über 10 Kilometer sowie 1978 im Einzelrennen über 20 Kilometer. Bei den Olympischen Winterspielen 1976 in Innsbruck war er als Ersatzmann dabei, wurde aber nicht eingesetzt. Seine zweiten Olympischen Winterspiele erlebte Hoag 1980 in Lake Placid. Im Sprint über 10 Kilometer belegte er den 45. Platz, den Staffelwettbewerb mit seinen Teamkollegen Martin Hagen, Lyle Nelson und Donald Nielsen Jr. beendete er auf Rang 8.